# Jungle (dokumentarfilm)
Jungle er en dansk dokumentarfilm fra 2016 instrueret af Silas Thorn Jensen og Jacob Pyung Hwa Jepsen.

## Handling
Filmen følger den 33 årige entreprenør og iværksætter Jack Nyawanga, der bor i Afrikas største slum, Kibera. Kibera er et anarkistisk virvar, hvor fattigdom og junglelov hersker. Her skal man kæmpe for overlevelse og intet kommer af sig selv. Jack står for et møde med en potentiel investor, der kan sikre eksistensen af hans livsværk; et knogleværksted, der laver smykker, hvor unge kan få en uddannelse og skabe sig en lysere fremtid.
Filmen er en skildring af livet i slummen som entreprenør, hvor alle odds er mod en, og hver dag er en kamp for livet og en fremtid.